# Arquebisbat de Montreal

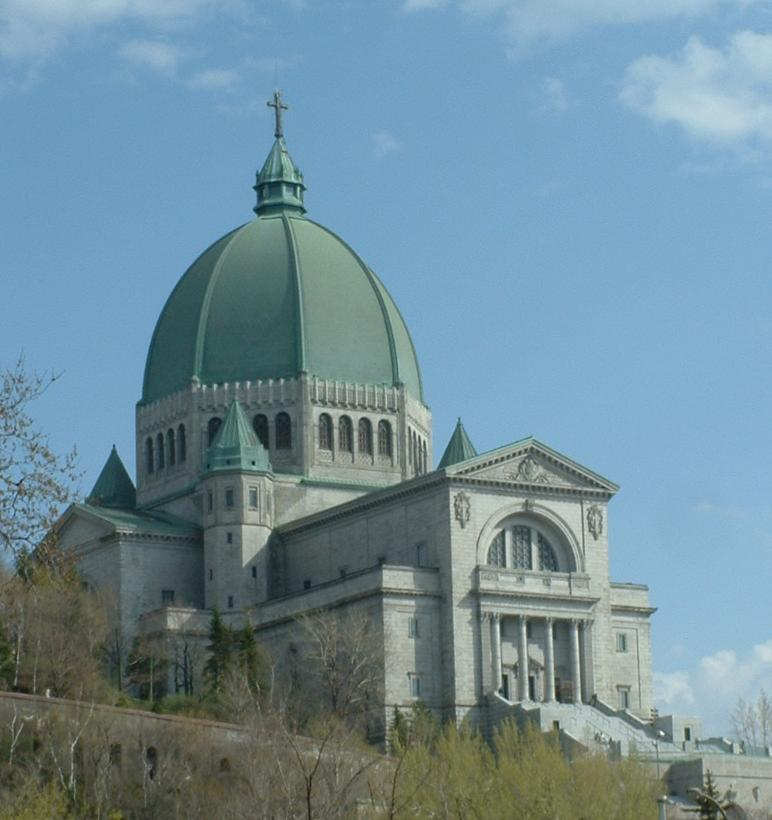
El Santuari de St-Joseph's

L'arquebisbat de Montreal (francès: ArchiBisbat de Montréal; anglès: Archdiocese of Montréal; llatí: Archidioecesis Marianopolitana) és una seu metropolitana de l'Església catòlica, que pertany a la regió eclesiàstica Montreal. El 2004 tenia 1.590.150 batejats d'un total de 2.340.928 habitants. Actualment està regida per l'arquebisbe Christian Lépine.
L'arxidiòcesi comprèn la ciutat de Montreal, on hi ha la catedral de Maria Reina del Món. El territori està dividit en 219 parròquies. Domina la ciutat l'oratori de Saint-Joseph, l'església més gran del Canadà i un dels centres dedicats al culte del sant. El promotor incansable d'aquesta obra va ser el beat fra André Bessette, que va fundar un petit oratori el 1904. El 1955 es va inaugurar l'edifici actual.

## La província eclesiàstica
La província eclesiàstica de l'arquebisbat de Montreal està formada per les diòcesis de:
- Joliette
- Saint-Jean–Longueuil
- Saint-Jérôme
- Valleyfield

## Catedral i basíliques menors de la diòcesi
La basílica catedral de Maria, Reina del Món i Sant Jaume el Major és la catedral de l'arxidiòcesi i, des del 9 d'abril de 1919, té rang de basílica menor.
Abans d'aquesta, la diòcesi havia tingut 5 catedrals (entre 1821 i 1836 eren la seu del bisbe auxiliar de Quebec a Montreal):
- Església de Notre-Dame (antecessora de l'actual Basílica de Notre-Dame), 1821–1822, basílica menor des del 5 de febrer de 1982[2]
- Capella de l'Hôtel-Dieu de Montreal, 1822–1825
- Catedral de Saint-Jacques, 1825–1852 (destruït pel foc, ara forma part del pavelló Judith-Jasmin de la UQAM)
- la capella de l'Asil de la Providència (cantonada de Santa Caterina i Sant Humbert, on actualment es troba l'esplanada Émilie-Gamelin), 1852–1855
- una petita capella on actualment es troba l'edifici de l'arxidiòcesi, 1855–1894[3]

A més, l'arxidiòcesi compta amb dues basíliques menors més:
- l'oratori de Saint-Joseph du Mont-Royal, des del 19 de novembre de 1954[4]
- la basílica de Sant Patrici de Montreal, des del 9 de desembre de 1988[5]

## Història
La diòcesi de Montreal va ser erigida el, mitjançant el breu Apostolici ministerii del Papa Gregori XVI, a partir de territori pres de l'arquebisbat de Quebec, de la que originàriament era sufragània.
El 25 de juny de 1847 i el 8 de juny de 1852 cedí porcions del seu territori per tal que s'erigissin les diòcesis de Bytown (avui arquebisbat d'Ottawa) i de Saint-Hyacinthe.
El 8 de juny de 1886 va ser elevada al rang d'arxidiòcesi metropolitana.
El 5 d'abril de 1892, el 27 de gener de 1904, el 9 de juny de 1933 i el 23 de juny de 1951 cedí de nou parts del seu territori per tal que s'erigissin les diòcesis de bisbat de Valleyfield, de Joliette, de Saint-Jean-de-Québec (avui bisbat de Saint-Jean-Longueuil) i Saint-Jérôme.
El 23 de maig de 1982 va ser beatificat Alfred Bassette, conegut com a frère André.

## Cronologia episcopal
- Jean-Jacques Lartigue, P.S.S. † (13 de maig de 1836 - 19 d'abril de 1840 mort)
- Ignace Bourget † (19 d'abril de 1840 - 26 de juny de 1876 jubilat)
- Edouard Charles Fabre † (11 de maig de 1876 - 30 de desembre de 1896 mort)
- Louis Joseph Napoléon Paul Bruchési † (25 de juny de 1897 - 20 de setembre de 1939 mort)
- George Gauthier † (18 d'octubre de 1921 - 31 d'agost de 1940 mort)
- Joseph Charbonneau † (31 d'agost de 1940 - 9 de febrer de 1950 renuncià)
- Paul-Émile Léger, P.S.S. † (25 de març de 1950 - 20 d'abril de 1968 renuncià)
- Paul Grégoire † (20 d'abril de 1968 - 17 de març de 1990 jubilat)
- Jean-Claude Turcotte † (17 de març de 1990 - 20 de març de 2012 jubilat)
- Christian Lépine, des del 20 de març de 2012

## Estadístiques
A finals del 2004, la diòcesi tenia 1.590.150 batejats sobre una població de 2.340.928 persones, equivalent al 67,9% del total.
| any  | població  | població  | població | sacerdots | sacerdots       | sacerdots       | sacerdots             | diàques | religiosos | religiosos | parroquies |
| ---- | --------- | --------- | -------- | --------- | --------------- | --------------- | --------------------- | ------- | ---------- | ---------- | ---------- |
| any  | batejats  | total     | %        | total     | clergat secular | clergat regular | batejats por sacerdot | diàques | homes      | dones      |            |
| 1950 | 998.399   | 1.315.000 | 75,9     | 1.953     | 831             | 1.122           | 511                   |         | 3.643      | 10.128     | 207        |
| 1966 | 1.348.870 | 1.897.260 | 71,1     | 2.332     | 922             | 1.410           | 578                   |         | 1.419      | 10.220     | 257        |
| 1970 | 1.529.084 | 2.191.442 | 69,8     | 2.311     | 911             | 1.400           | 661                   |         | 2.627      | 10.032     | 258        |
| 1976 | 1.725.607 | 2.297.501 | 75,1     | 2.110     | 792             | 1.318           | 817                   |         | 2.496      | 10.088     | 258        |
| 1980 | 1.506.220 | 2.151.750 | 70,0     | 1.957     | 770             | 1.187           | 769                   |         | 2.277      | 8.336      | 257        |
| 1990 | 1.375.000 | 2.148.500 | 64,0     | 1.758     | 818             | 940             | 782                   | 67      | 1.700      | 7.023      | 254        |
| 1999 | 1.570.650 | 2.201.535 | 71,3     | 1.474     | 646             | 828             | 1.065                 | 100     | 1.469      | 5.576      | 251        |
| 2000 | 1.570.650 | 2.249.123 | 69,8     | 1.437     | 632             | 805             | 1.093                 | 98      | 1.410      | 5.442      | 250        |
| 2001 | 1.570.650 | 2.246.471 | 69,9     | 1.403     | 607             | 796             | 1.119                 | 104     | 1.372      | 5.275      | 246        |
| 2002 | 1.570.650 | 2.287.156 | 68,7     | 1.328     | 598             | 730             | 1.182                 | 103     | 1.240      | 4.972      | 237        |
| 2003 | 1.570.650 | 2.252.566 | 69,7     | 1.316     | 601             | 715             | 1.193                 | 104     | 1.206      | 4.823      | 229        |
| 2004 | 1.590.150 | 2.340.928 | 67,9     | 1.283     | 584             | 699             | 1.239                 | 103     | 1.179      | 4.702      | 219        |